# Selma Ștefania Cadâr
Selma Ștefania Cadâr (* 27. April 2000 in Bukarest) ist eine rumänische Tennisspielerin.

## Karriere
Cadâr begann mit sieben mit dem Tennisspielen und bevorzugt Sandplätze. Sie spielt bislang ausschließlich auf der ITF Women’s World Tennis Tour, wo sie bisher einen Titel im Doppel gewinnen konnte.
2014 spielte sie bei den Les Petits As.
2015 gewann sie die Bronzemedaille im Einzel sowie zusammen mit Andreea Prisăcariu die Silbermedaille im Doppel beim Europäischen Olympischen Sommer-Jugendfestival.
2018 gewann sie den Einzeltitel beim J1 Berlin. Bei den US Open erreichte sie im Juniorinneneinzel mit einem 7:5 und 6:0 Sieg über Ana Geller die zweite Runde, wo sie dann gegen Coco Gauff mit 2:6 und 2:6 verlor. Im Juniorinnendoppel erreichte sie mit Partnerin Wiktoryja Kanapazkaja das Viertelfinale. Bei den Olympischen Jugend-Sommerspielen 2018 schied sie im Einzel und zusammen mit Filip Cristian Jianu im Mixed in der ersten Runde aus, konnte aber zusammen mit der Schweizerin Lulu Sun im Doppel das Viertelfinale erreichen.

### College Tennis
Von 2019 bis 2021 spielte sie College-Tennis für die Damentennismannschadt der Hurricanes der University of Miami und von 2021 bis 2023 für die Mannschaft der Terrapins der University System of Maryland.

## Turniersiege

### Doppel
| Nr. | Datum             | Turnier | Kategorie | Belag | Partnerin    | Finalgegnerinnen                     | Ergebnis          |
| --- | ----------------- | ------- | --------- | ----- | ------------ | ------------------------------------ | ----------------- |
| 1.  | 15. Dezember 2018 | Kairo   | ITF W15   | Sand  | Nika Radišić | Oana Gavrilă Gabriela Nicole Tătăruș | 6:3, 0:6, [14:12] |

## Privates
Selma Ștefania ist die Tochter von Turugai und Luiza Cadar. Sie hat eine ältere Schwester Adnana. Ihren College-Abschluss machte sie in Englischer Sprache und Literatur.